# Fira i festes de Gandia
La fira de Gandia és una festa local que se celebra cada any a l'entorn del 3 d'octubre, festivitat de Sant Francesc de Borja. L'origen és el mercat que autoritzà el rei Jaume II el 1310. En l'actualitat és la festa local més destacada, junt amb les Falles de Gandia i la Setmana Santa de Gandia. S'hi celebren actes religiosos i diverses activitats culturals per tota la ciutat.
Especialment interessant és l'inici de la festa, que un dels darrers dies de setembre és anunciada per un grup de bandes de tambors que recorre la ciutat i visita les escoles durant el matí. Els músics van disfressats de manera paròdica amb un uniforme militar francès del segle xix i un nas i unes ulleres falses, i són encapçalats per un director anomenat el Tio de la Porra, que du un gran bastó a mode de bàcul, i que va vestit amb la mateixa disfressa.